# Patricia Adriani
Patricia Adriani (eredeti neve: María Asunción García Moreno) (Madrid, 1958. június 2. –) spanyol filmszínésznő.
Magyarországon több filmjét is bemutatták, de leginkább Bódy Gábor Nárcisz és Psyché című filmjének címszerepében nyújtott alakítása révén lett ismert.

## Élete
Filmes pályáját 1977-ben kezdte különféle erotikus és un. kendőzetlen filmekben, amelyek Franco halálát és a cenzúra megszűnését követő években elárasztották a spanyol mozikat. De hamarosan felismerték színészi képességeit és az 1980-as években már különféle szerzői filmek főszerepében tűnt fel. Többek között Bódy Gábor Nárcisz és Psyché című filmjének címszerepében is. 1981-ben Sant Jordi-díjat kapott a Rejtélyes ügyek, a Sus años dorados és az El nido című spanyol filmekben nyújtott alakításaiért. Ebben az időszakban kezdett szerepelni televíziós sorozatokban is. 1984-ben játszott például az Avilai Szent Teréz élete című tévéfilm sorozatban. 1984-ben szerepelt Juan Marsé Utolsó délutánok Teresával (Últimas tardes con Teresa) című híres regényéből készült filmben is. Az ezredfordulóig még számos filmben, televíziós sorozatban játszott többnyire főszerepben, de ezek többségét csak spanyol nyelvterületen mutatták be.
1994-ben a madridi Olimpia Színház színpadán nagy sikerrel szerepelt Harold Pinter Hazatérés című darabjában.
Férje, Juan Miñón filmrendező, forgatókönyvíró 2013-ban hunyt el.

## Filmjei
- 1977 – Los claros motivos del deseo (spanyol filmdráma, 92 perc, rendezte: Miguel Picazo) ... Chonina
- 1977 – Fraude matrimonial (spanyol filmdráma, 119 perc, rendezte: Ignacio F. Iquino) ... Patricia (mint Patrizia Adriani)
- 1977 – La máscara - Diana y Brigitte (A jelmez - Diana és Brigitte, spanyol romantikus filmdráma, 98 perc, rendezte: Ignacio F. Iquino) ... Diana
- 1977 – María, la santa (~María, a szent, spanyol-mexikói filmdráma, 96 perc, rendezte: Roberto Fandiño) ... María
- 1977 – ¡Susana quiere perder... eso! (~Susana el akarja veszíteni ... azt!, spanyol vígjáték, 91 perc, rendezte: Carlos Aured) ... Susana
- 1978 – Triangle of Lust (~A kéj háromszöge, Teufelscamp der verlorenen Frauen - Az elveszett nők Ördögtábora, nyugatnémet-osztrák-spanyol akció thriller, 91 perc, rendezte: Hubert Frank) ... Susi
- 1978 – Red Gold (~Vörös arany, Oro rojo, spanyol-mexikói kalandfilm, 88 perc, rendezte: Alberto Vázquez Figueroa)... Aurelia
- 1979 – The House by the Edge of the Lake (~A ház a tó szélén, olasz-spanyol bűnügyi horror, 90 perc,[4] rendezte: Enzo G. Castellari) ... Lilith, paranormális látó
- 1980 – Cuentos eróticos (~Erotikus mesék, spanyol romantikus vígjáték sorozat, 99 perc, rendezte: ) ... Barna nő (a Frac (Frakk) című részben)
- 1980 – Rejtélyes ügyek (Dedicatoria, Dedicated to..., spanyol romantikus filmdráma, 97 perc, rendezte: Jaime Chávarri) ... Carmen
- 1980 – El nido (~A fészek, The Nest, spanyol-argentín filmdráma, 97 perc, rendezte: Jaime de Armiñán) ... Marisa
- 1980 – Their Golden Years (~Aranyévek, Sus años dorados, spanyol-mexikói filmdráma, ? perc, rendezte: Emilio Martínez Lázaro) ... María

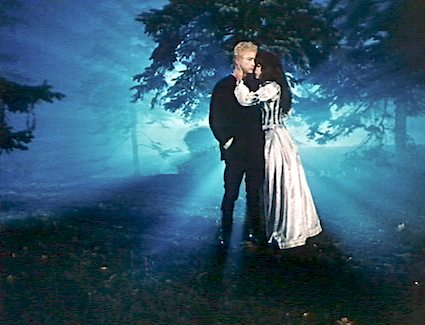
A Psyché jelenetében Udo Kier-rel

- 1980 – Nárcisz és Psyché (magyar játékfilm, 210 perc, 1980, rendezte: Bódy Gábor) ... Psyché, Lónyay Erzsébet
- 1981 – Kargus (spanyol vígjáték, ? perc, rendezte: Juan Miñón, Miguel Ángel Trujillo)
- 1981 – Estudio 1 (spanyol televíziós filmsorozat, 1965–1984) az El criado (1981) című epizód ... Mara
- 1981 – 7 calles (~7 utca, spanyol vígjáték, ? perc, rendezte: Juan Ortuoste és Javier Rebollo) ... Joana
- 1982 – Géminis (~Ikrek, spanyol film, 84 perc, rendezte: Jesús Garay és Manuel Revuelta) ... Marta (a "La cueva de la nada" című rész)
- 1984 – A kerékpár nyárra való (Bicycles Are for the Summer, Las bicicletas son para el verano, spanyol film, 103 perc, rendezte: Jaime Chávarri) ... María
- 1984 – Últimas tardes con Teresa (~Utolsó délutánok Teresával, spanyol filmdráma, 105 perc, rendezte: Gonzalo Herralde Juan Marsé híres regényéből) ... Maruja
- 1984 – Avilai Szent Teréz élete (Teresa de Jesús, nyolc részes spanyol televíziós filmsorozat, 270 perc, rendezte: Josefina Molina) 5. Alapítások (Fundaciones) és 6. Vizitáció a Sarutlan Kármelitáknál (Visita de descalzas) című epizódokban ... Eboli hercegnő
- 1984 – Todo va mal (~Minden rosszul megy, spanyol tévéfilm, rendezte: Emilio Martínez Lázaro)
- 1985 – De tripas corazón (Végül menj bele, spanyol filmdráma, 89 perc, rendezte: Julio Sánchez Valdés) ... Rocío
- 1986 – Lulú de noche (~Lulu éjjel, spanyol film, rendezte: Emilio Martínez Lázaro) ... Lola
- 1986 – Far Passion (~Távoli szenvedély, Pasión lejana, spanyol thiller, 98 perc, rendezte: Jesús Garay) ... Irene
- 1986 – Augusztusi hold (Luna de agosto, August Moon, spanyol tévéfilm, 1986, 177 perc, rendezte: Juan Miñón)
- 1987 – Hace quince años (~Tizenöt éve, spanyol rövidfilm, 12 perc, rendezte: José Luis Escolar)
- 1987 – Guarapo (spanyol filmdráma, 100 perc, rendezte: Santiago Ríos és Teodoro Ríos)
- 1988 – Quimera (~Kiméra, spanyol film, 98 perc, rendezte: Carlos Pérez Ferré)
- 1989 – I'm the One You're Looking For (Yo soy el que tú buscas, spanyol-osztrák televíziós filmdráma, 90 perc, rendezte: Jaime Chávarri Gabriel García Márquez történetéből) ... Natalia
- 1989 – Der Mann im Salz (osztrák-nyugatnémet-csehszlovák-olasz történelmi tévéfilm, 177 perc, rendezte: Rainer Wolffhardt) ... Isabel
- 1990 – Tam Tam Go!: Espaldas mojadas (spanyol zenei video rövidfilm, 5 perc) ... Patricia Adriani
- 1991 – Visions d'un estrany[5] (spanyol vígjáték, rendezte: Enric Alberich) ... Sandra
- 1992 – Crónicas del mal (~A gonosz krónikái, spanyol misztikus televíziós filmsorozat, 13x30 perc, 1992–1993) 5. Compañeros en el crimen (rendezte: Juan Miñón) című epizód
- 1992 – Dangerous Curves[6] (~Veszélyes görbék, amerikai akció televíziós filmsorozat, 34x60 perc, 1992-1993) S2E10 Cross Your Heart (rendezte: Carlos Gil) ... Isabel
- 1993 – La fièvre monte à El Pao (~El Paóban nő a láz,[7] francia tévéfilm, rendezte: Manolo Matji és José María Tuduri) ... Ines
- 1994 – El día que me quieras (spanyol romantikus televíziós filmsorozat, 1994-1995) az Indicios című epizód (rendezte: Ángel Peláez) ... Ana
- 1996 – Zapico (spanyol bűnügyi thriller, 100 perc, rendezte: Rafael Bernases) ... Ana
- 1998 – La virtud del asesino (négy részes spanyol televíziós filmsorozat, rendezte: Roberto Bodegas)
- 1998 – Calle nueva (~Új utca, spanyol televíziós filmsorozat, 1997–2000, 494 epizódban) ... Lucía Palacios
- 2000 – Nada es para siempre (~Semmi sem örök, spanyol televíziós filmsorozat, 375x60 perc, 1999-2000, rendezte: Luis Manzo) ... Sofía (17 epizódban)
- 2001–2002 – Paraíso (~Paradicsom, romantikus televíziós vígjátéksorozat, 42x60 perc, 2001–2002) Vudú (~Vudu, 2001) és El ángel (~Az angyal, 2002) című epizódokban ... Teresa

## Díjak
- 1981 – Sant Jordi-díj a Rejtélyes ügyek, a Sus años dorados és az El nido című spanyol filmekben nyújtott alakításaiért.